# Mufftiser
Mufftiser eller Muffediser är pälsmuddar, för lösa, senare även på plaggen fastsydda manschetter av päls.